# Trachypithecus auratus
Trachypithecus auratus är en primat i familjen markattartade apor som förekommer på Java och mindre öar i samma region. Det svenska trivialnamnet svart bladapa förekommer för arten.

## Utseende
Individerna når en kroppslängd mellan 44 och 65 cm samt en svanslängd mellan 61 och 87 cm. Vikten är omkring 7 kg. Arten förekommer i två färgvarianter. Den första är huvudsakligen svart med gråa eller bruna hårtoppar vid huvudet eller extremiteterna. Mera sällan är orange individer med en gulaktig buk. Honor har en ljusare fläck vid könsorganen.

## Utbredning och habitat
Trachypithecus auratus lever på Java och mindre öar i närheten som Bali, Lombok, Palau Sempu och Nusa Barung. Habitatet utgörs av olika sorters skogar upp till 3 500 meter över havet. De hittas även i människans trädodlingar.

## Ekologi
Arten vistas främst i skogar och är aktiv på dagen. Födan utgörs av blad, frukter, blommor, knopp och i viss mån av insektslarver. Individerna bildar flockar med omkring sju medlemmar. Gruppen består av en eller två vuxna hannar, några vuxna honor och deras ungar. Andra honor än modern är delaktig i ungarnas vård. Mot individer från andra flockar är de däremot aggressiva. Det finns inga fasta parningstider och honan föder en unge per kull.

## Status
Djuret jagas av människan för köttets skull och det fångas för att hålla som sällskapsdjur. Även levnadsområdets omvandling till jordbruksmark och samhällen är ett hot. Beståndet minskar och därför listas arten av IUCN som sårbar (VU).